# Riviera-Pays-d'Enhaut
Riviera-Pays-d'Enhaut (Duits: Bezirk Riviera-Pays-d'Enhaut, Frans: District de la Riviera-Pays-d'Enhaut) is een bestuurlijke eenheid in het kanton Vaud. De hoofdplaats is Vevey. Het is in 2008 ontstaan uit de districten Pays-d'Enhaut en Vevey.
Het district bestaat uit 13 gemeenten, heeft een oppervlakte van 282,88 km² en heeft 81.739 inwoners.
| Gemeentenaam            | Inwoners (2014) | Oppervlakte (km²) |
| ----------------------- | --------------- | ----------------- |
| Blonay                  | 6.105           | 16,09             |
| Chardonne               | 2.840           | 10,32             |
| Château-d'Œx            | 3.426           | 113,71            |
| Corseaux                | 2.169           | 1,06              |
| Corsier-sur-Vevey       | 3.409           | 6,75              |
| Jongny                  | 1.472           | 2,16              |
| La Tour-de-Peilz        | 11,197          | 3,24              |
| Montreux                | 26.208          | 33,37             |
| Rossinière              | 554             | 23,36             |
| Rougemont               | 889             | 48,53             |
| Saint-Légier-La Chiésaz | 5.082           | 15,17             |
| Vevey                   | 19.220          | 2,38              |
| Veytaux                 | 852             | 6,76              |

Aigle · Broye-Vully · Gros-de-Vaud · Jura-Nord vaudois · Lausanne · Lavaux-Oron · Morges · Nyon · Ouest lausannois · Riviera-Pays-d'Enhaut

Voormalige districten: Aubonne · Avenches · Cossonay · Echallens · Grandson · La Vallée · Lavaux · Moudon · Orbe · Oron · Payerne · Pays-d'Enhaut · Rolle · Vevey · Yverdon
Blonay – Saint-Légier · Chardonne · Château-d'Œx · Corseaux · Corsier-sur-Vevey · Jongny · La Tour-de-Peilz · Montreux · Rossinière · Rougemont · Vevey · Veytaux